# Bosmanat portu

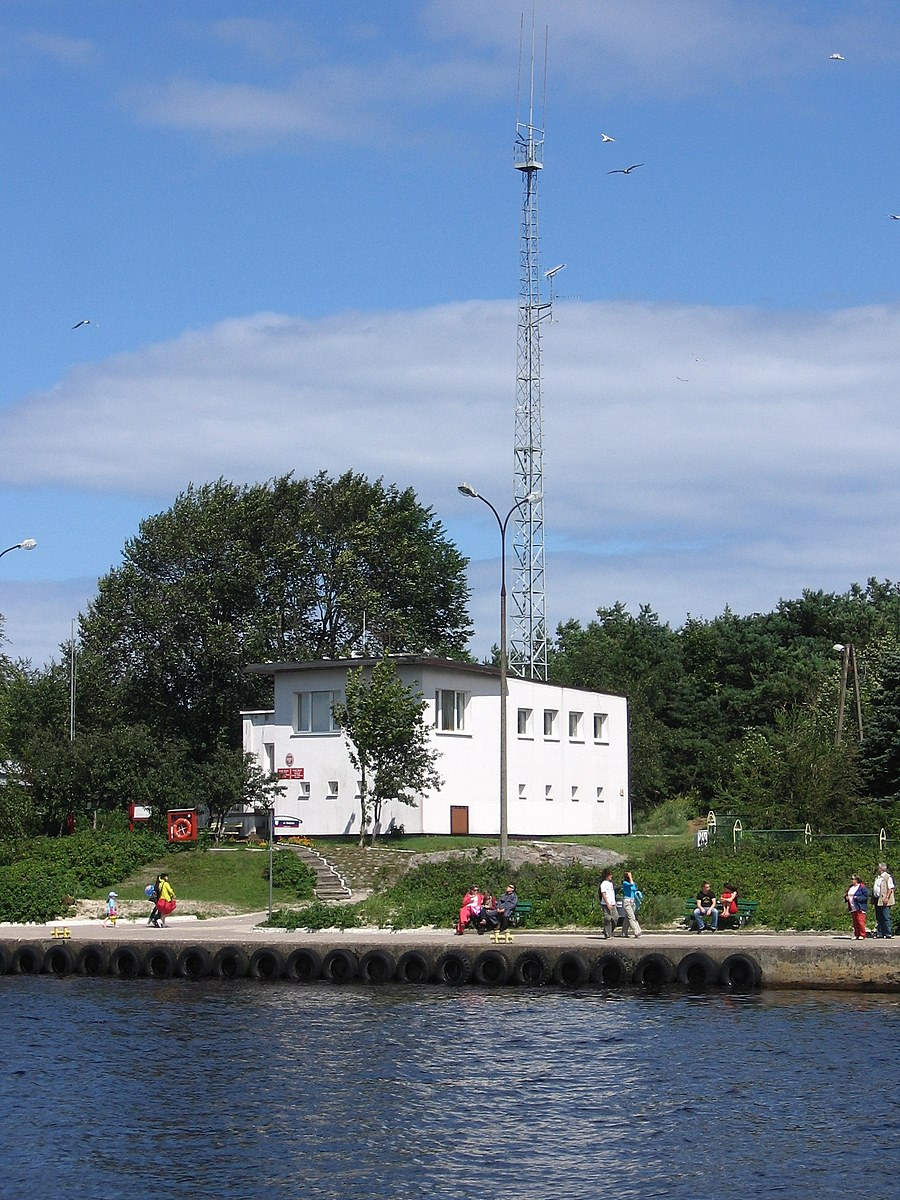
Bosmanat Portu Mrzeżyno

Bosmanat portu – jednostka organizacyjna urzędu morskiego pełniąca tę samą rolę, co kapitanat portu, urzędująca w małych portach oraz przystaniach. Na czele bosmanatu stoi zazwyczaj bosman portu, funkcjonalny odpowiednik kapitana portu.